# Нешвил (Илиноис)
Нешвил (енгл. Nashville) град је у америчкој савезној држави Илиноис. По попису становништва из 2010. у њему је живело 3.258 становника.

## Демографија
Према попису становништва из 2010. у граду је живело 3.258 становника, што је 111 (3,5%) становника више него 2000. године.
| Група             | 2000.         | 2010.         |
| Белци             | 3.087 (98,1%) | 3.140 (96,4%) |
| Афроамериканци    | 5 (0,2%)      | 20 (0,6%)     |
| Азијати           | 12 (0,4%)     | 13 (0,4%)     |
| Хиспаноамериканци | 25 (0,8%)     | 43 (1,3%)     |
| Укупно            | 3.147         | 3.258         |